# Alain Geismar
Alain Geismar (Parijs, 17 juli 1939) is een Frans activist en politicus.
Geismar werd in 1968 redacteur van het maoïstische blad La cause du peuple. In het kader van de omstreden 'anti-casseurs'-wet (1970) werd hij in november 1970 samen met een andere redacteur van het blad veroordeeld tot twee jaar gevangenisstraf wegens aanstichting tot rellen en terroristische activiteiten. Jean-Paul Sartre nam zijn verdediging en de post van hoofdredacteur van het blad op zich.
In 1986 werd hij lid van de socialistische partij (PS) en werd hij kabinetsmedewerker.
- Bibsys: 1542227323749
- Bibliothèque nationale de France: cb11904520t (data)
- CiNii: DA04853901
- Gemeinsame Normdatei: 124327397
- International Standard Name Identifier: 0000 0001 1436 6933
- Library of Congress Control Number: n81043669
- Nationale Bibliotheek van Tsjechië: jo2014851094
- Nationale Bibliotheek van Israël: 987007427988305171
- Nederlandse Thesaurus van Auteursnamen: 132684500
- Réseau des bibliothèques de Suisse occidentale: 02-A003286130
- Système universitaire de documentation: 026886510
- Virtual International Authority File: 2470702
- WorldCat: E39PBJx4j7hvjH4mrYVWb4r6rq